# NGC 6970
NGC 6970 је спирална галаксија у сазвежђу Индијанац која се налази на NGC листи објеката дубоког неба.
Деклинација објекта је - 48° 46' 41" а ректасцензија 20h 52m 9,4s. Привидна величина (магнитуда) објекта NGC 6970 износи 12,3 а фотографска магнитуда 13,2. Налази се на удаљености од 51,713 милиона парсека од Сунца. NGC 6970 је још познат и под ознакама ESO 235-8, AM 2048-485, IRAS 20486-4857, PGC 65608.